# Jersey Shore
Jersey Shore és una població dels Estats Units a l'estat de Pennsilvània. Segons el cens del 2000 tenia 4.482 habitants.

## Demografia
Segons el cens del 2000, Jersey Shore tenia 4.482 habitants, 1.771 habitatges, i 1.190 famílies. La densitat de població era de 1.406,9 habitants per quilòmetre quadrat.
Dels 1.771 habitatges en un 34,6% hi vivien nens de menys de 18 anys, en un 49,5% hi vivien parelles casades, en un 13% dones solteres, i en un 32,8% no eren unitats familiars. En el 28,1% dels habitatges hi vivien persones soles el 12,8% de les quals corresponia a persones de 65 anys o més que vivien soles. El nombre mitjà de persones vivint en cada habitatge era de 2,45 i el nombre mitjà de persones que vivien en cada família era de 2,98.
Per edats la població es repartia de la següent manera: un 26% tenia menys de 18 anys, un 8,9% entre 18 i 24, un 29,4% entre 25 i 44, un 18,7% de 45 a 60 i un 17,1% 65 anys o més.
L'edat mediana era de 36 anys. Per cada 100 dones de 18 o més anys hi havia 82,4 homes.
La renda mediana per habitatge era de 30.594 $ i la renda mediana per família de 39.261 $. Els homes tenien una renda mediana de 27.045 $ mentre que les dones 18.220 $. La renda per capita de la població era de 15.343 $. Entorn del 6,5% de les famílies i el 9% de la població estaven per davall del llindar de pobresa.

## Poblacions més properes
El següent diagrama mostra les poblacions més properes.